# Gilles Mas
Gilles Mas é um ex ciclista profissional francês, nascido em Condrieu, a 5 de janeiro de 1961. Foi profissional entre 1983 e a 1989.
Foi um ciclista muito discreto e não obteve vitórias. Pese a isso, fez alguns postos de mérito em carreiras importantes como o Tour do Mediterrâneo. Em sua última etapa de profissional correu provas de ciclocross. Actualmente é director desportivo na equipa AG2R La Mondiale.

## Palmarés
- 1982
  - Route de France, mais 1 etapa

## Resultados nas grandes voltas
| Carreira        | 1983 | 1984 | 1985 | 1986 | 1987 | 1988 | 1989 |
| --------------- | ---- | ---- | ---- | ---- | ---- | ---- | ---- |
| Giro d'Italia   | -    | -    | -    | -    | -    | -    | -    |
| Tour de France  | -    | 29.º | 37.º | 47.º | 32.º | Ab.  | -    |
| Volta a Espanha | -    | 32.º | 25.º | -    | -    | -    | -    |

## Equipas
- UC Saint Etienne-Pélussin (1983)
- Skil (1984-1985)
- R.M.O. (1986-1988)
- Puertas Mavisa (1989)